# Pelagia noctiluca
Pelagia noctiluca — вид сцифоїдних медуз родини Pelagiidae.

## Поширення
Вид досить поширений у теплих морях та океанах по всьому світу. Найбільше розповсюджений у Північній Атлантиці, Середземному морі, Червоному морі, у Тихому океані біля узбережжя Гавайських островів, Каліфорнії та Мексики.

## Опис
Парасолька досягає 20-25 см в діаметрі, щупальця можуть бути до 2 м завдовжки. Забарвлення тіла ніжне, пурпурово-червоне,  щупальця - яскраво-червоні. Має властивість світитися вночі. Медуза починає світитися в момент зіткнення з будь-якими предметами.

### Отруйність
Контакт зі щупальцями медузи небезпечний для людини. Після дотику щупалець на тілі людини з'являється опік, схожий на опік кропивою, а при сильному ураженні залишає чітко виражені шрами.